# Makedonijaturist
Makedonijaturist (code MBI 10 : MTUR) est une entreprise hôtelière macédonienne qui a son siège social à Skopje. Elle entre dans la composition du MBI 10, l'indice principal de la Bourse macédonienne.
Makedonijaturist est fondée en 1963, par la réunion des trois entreprises hôtelières de Skopje. La compagnie est restructurée en 1990 et privatisée en 1995. Elle possède actuellement sept hôtels et trois restaurants.